# Henri Abadie
Henri Abadie (Tarbes, 13 februari 1963) is een Frans voormalig beroepswielrenner. In 1989 won Abadie de Klimmerstrofee. Daarnaast won hij nog enkele etappes in diverse rittenwedstrijden waaronder de Dauphiné Libéré en Grand Prix du Midi Libre. In 1987 eindigde hij ook derde in het bergklassement van de Ronde van Spanje.

## Belangrijkste resultaten
1986
- 1e - etappe 15 Ronde van Portugal

1987
- 3e - bergklassement Ronde van Spanje

1988
- 8e - Klimmerstrofee

1989
- 1e - Klimmerstrofee
- 1e - etappe 4 Route du Sud

1990
- 1e - etappe 1 Grand Prix du Midi Libre
- 10e - Parijs-Bourges

1991
- 1e - etappe 4 Dauphiné Libéré

## Resultaten in voornaamste wedstrijden
| Jaar | Ronde van Italië | Ronde van Frankrijk | Ronde van Spanje |
| ---- | ---------------- | ------------------- | ---------------- |
| 1986 | 114e             |                     |                  |
| 1987 |                  |                     | 47e              |
| 1988 |                  | 44e                 |                  |
| 1989 |                  |                     |                  |
| 1990 | 48e              |                     |                  |
| 1991 |                  | 108e                |                  |

| Jaar | Milaan-San Remo | Amstel Gold Race | Luik-Bast.‑Luik | Ronde van Lombardije |
| ---- | --------------- | ---------------- | --------------- | -------------------- |
| 1986 | 108e            |                  |                 |                      |
| 1987 | 100e            |                  |                 |                      |
| 1988 |                 |                  |                 |                      |
| 1989 | 102e            | 80e              | 12e             | 57e                  |
| 1990 |                 |                  | 113e            |                      |
| 1991 |                 | 95e              | 53e             |                      |